# Perdite della coalizione in Afghanistan

Perdite della coalizione per mese dall'inizio della guerra.

Al 3 gennaio 2013 risultavano 3.069 morti della coalizione in Afghanistan a seguito delle operazioni militari (Operation Enduring Freedom e ISAF) svolte dopo l'invasione americana del 2001. Nel totale sono comprese le morti americane anche al di fuori dei confini afghani, come stabilito dal Dipartimento della Difesa, includendo alcune perdite in Pakistan e Uzbekistan e la morte di 12 membri della CIA.
In aggiunta a queste morti in Afghanistan, altri 33 soldati americani e uno canadese vennero uccisi in altri paesi mentre partecipavano in qualche modo alle operazioni in Afghanistan. Inoltre, 62 soldati spagnoli di rientro dall'Afghanistan morirono in Turchia il 26 maggio 2003, a seguito dello schianto del loro aereo.
Con 711 morti dell'Operation Enduring Freedom e dell'International Security Assistance Force (ISAF), il 2010 è stato l'anno con più morti per gli eserciti stranieri fin dall'invasione americana del 2001, confermando il trend che si aggrava ogni anno sin dal 2003.
Nel 2009 ci sono stati in Afghanistan 7.228 attacchi con ordigni esplosivi improvvisati (più comunemente conosciuti come IED, Improvised Explosive Device), con un incremento del 120% rispetto al 2008 e un nuovo record per la guerra. Dei 512 soldati stranieri morti nel 2009, 448 vennero uccisi in azioni militari, e di questi 280 morirono a causa degli IED.
Nel 2010, gli attacchi con gli IED ferirono 3.366 soldati statunitensi, circa il 60% del totale dei feriti a causa degli IED fin dall'inizio della guerra. Dei 711 militari stranieri morti nel 2010, 630 vennero uccisi in azione; 368 di questi vennero uccisi dagli IED (circa il 36% dei morti totali a causa degli IED dall'inizio della guerra).

## Dettagli sulle perdite

### Americani
Dei morti americani, più di 2.324 sono stati uccisi in azioni ostili. Il Dipartimento della Difesa fornisce invece una stima più bassa, 2.308 inclusi i membri dell'intelligence.. Sono inclusi nel conteggio i 12 membri della CIA morti in Afghanistan: sette in un attacco suicida al Forward Operating Base Chapman, due in un'imboscata, uno in un attacco all'ambasciata americana a Kabul, uno nella battaglia di Qala-i-Jangi nel novembre 2001, e uno in un incidente. Il sito web indipendente iCasualties ha calcolato i morti americani in 2.312.
19.650 soldati americani sono stati feriti in azione in Afghanistan.

### Australiani
Le forze australiane in Afghanistan hanno subito perdite per 40 morti e 261 feriti.

### Britannici
All'11 ottobre 2015 le forze britanniche lamentavano 456 morti e 2.188 feriti in azione, mentre altri 5.083 si sono ammalati o si sono feriti per altri motivi.
Le perdite più alte si sono registrate dalla riassegnazione alle forze britanniche delle roccaforti talebane della provincia di Helmand nel 2006.

### Canadesi
Sono morti in Afghanistan 157 soldati canadesi e 635 feriti in azione, mentre altri 1.412 si sono ammalati o si sono feriti per altri motivi
Il febbraio 2002 e il 30 agosto 2010 129 soldati canadesi di questi a causa di azioni ostili, inclusi 95 morti per via degli IED o per via delle mine. Altri 6 soldati sono morti per via del fuoco amico mentre conducevano operazioni militari; 16 soldati canadesi sono morti a causa di incidenti o di altre circostanze non riconducibili alla guerra; dal 2002 sono stati feriti 529 soldati in azione e 913 in altre circostanze.
In aggiunta a questi morti in Afghanistan, 1 soldato canadese è stato trovato morto al Camp Mirage, una base logistica negli Emirati Arabi Uniti vicino a Dubai.

### Danesi
La Danimarca ha circa 700 militari in Afghanistan, la maggior parte dei quali dislocati nella provincia di Helmand.
La Danimarca è il paese membro dell'ISAF che ha subito il maggior numero di morti rispetto alla popolazione del paese; inoltre, la Danimarca è anche la nazione con la percentuale più alta di soldati morti. La Danimarca è anche uno tra i paesi con il contingente più grosso rispetto alla propria grandezza.
I primi 3 morti danesi si ebbero nel 2002, in un incidente durante la dismissione di un missile antiaereo di era sovietica. In base al nuovo mandato stabilito dal parlamento danese nel 2006, la missione militare danese è stata trasformata da operazioni non militari relativamente sicure nel centro del paese in operazioni di combattimento a fianco del contingente britannico nella violenta provincia meridionale di Helmand. 31 soldati sono morti in vari scontri o dal fuoco amico, mentre altri 6 sono deceduti a seguito di incidenti non relativi ai combattimenti, portando il numero dei morti danesi a 43.

### Estoni
9 soldati estoni sono morti in Afghanistan: 8 sono stati uccisi in azione e uno è morto in un incidente, mentre 92 altri soldati sono stati feriti in azione.

### Francesi
In totale 90 soldati francesi sono morti fino ad oggi e 725 sono stai feriti.; 71 soldati sono stati uccisi in azione e, dei rimanenti 19, 7 sono morti in incidenti stradali, 2 si sono suicidati, 2 sono annegati, 2 sono morti a seguito di ferite d'arma da fuoco provocate dal fuoco amico, 1 ucciso da fuoco amico, 1 nello schianto di un elicottero, 1 a causa di un fulmine, 1 è morto in un'esplosione e 2 per cause ignote.
Il maggior numero di perdite si registrò quando le truppe francesi caddero in un'imboscata a Sirobi, a circa 50 km a est di Kabul, nell'agosto 2008: i francesi lamentarono 10 morti e 21 feriti nell'attacco- la più pesante perdita che le truppe francesi abbiano mai subito sin dal loro arrivo in Afghanistan nel 2001.

### Georgiani
La Georgia lamentò la prima perdita il 5 settembre 2010, quando l'ufficiale ventottenne Mukhran Shukvani venne ucciso in un attacco IED; durante l'attacco venne anche ferito gravemente il caporale Alexandre Gitolendia. Altri 4 soldati georgiani morirono a causa di una mina il 1º ottobre 2010 nell'Helmand.

### Italiani
In totale 53 italiani sono morti in Afghanistan: 31 uccisi in azioni ostili (uno è morto una settimana dopo essere stato ferito durante il raid in cui è stato salvato dopo la sua cattura), dieci in incidenti stradali, due di infarto, uno per un colpo partito accidentalmente durante il caricamento della propria arma, uno di malattia. I feriti sono 651.

### Montenegro
1 morto in Afghanistan

### Olandesi
In totale 24 olandesi sono morti in Afghanistan. I primi due morti olandesi furono due soldati deceduti in uno schianto aereo nel 2006. Da allora, un pilota morì nello schianto (non dovuto ad operazioni di combattimento) del proprio F-16 e un soldato si suicidò al Kamp Holland. Nel 2007, un soldato restò ucciso accidentalmente a seguito del rovesciamento di un veicolo corazzato Patria che stava attraversando un fiume nei pressi di Tarin Kowt, nell'Uruzgan. In seguito altri 19 soldati furono uccisi in azione nel resto del 2007, nel 2008, nel 2009 e nel 2010; 140 soldati sono stati feriti in azione.

### Spagnoli
Dei 34 morti spagnoli, 17 morirono nell'agosto 2005, quando si schiantò l'elicottero su cui stavano viaggiando, 10 furono uccisi in diversi attacchi dagli insorti, uno morì di infarto e due in incidenti stradali. Altri 62 morirono nel maggio del 2003 quando il loro aereo Yak-42 si schiantò in Turchia durante il loro viaggio di ritorno in Spagna.

### Tedeschi
Sono morti in Afghanistan 53 soldati delle forze armate tedesche e 3 membri delle forze speciali di polizia tedesche GSG-9: in totale 56 persone, almeno 33 delle quali morti a causa di attività ostili; 245 militari sono stati feriti in azione.